# Ulica Rajmunda Rembielińskiego w Łodzi
Ulica Rajmunda Rembielińskiego – ulica na osiedlu Politechniczna, pomiędzy aleją Politechniki a ulicą Inżynierską w Łodzi.

## Historia
Historia ulicy wiąże się z fabryką Józefa Gampego i Juliusza Albrechta znajdującej się przy ulicy Pańskiej 127-129. W wyniku jej rozbudowy w 1913 roku została wytyczona nowa ulica, którą nazwano Nowo Radwańska  . W czasie I wojny światowej pod okupacją niemiecką nazwa została przetłumaczona na Neue Radwański Strasse . Po wojnie powrócono do polskiej nazwy. W 1932 roku władze Łodzi postanowiły upamiętnić ojca Łodzi przemysłowej Rajmunda Rembielińskiego nadając ulicy Nowo Radwańskiej jego imię  . W 1940 roku tymczasowo nazwę zmieniono na Rotkehlchengasse , jednak jeszcze w tym samym roku przemianowaną ją na Josef Bernth Strasse  ku czci Josefa Berntha pierwszego starszego Zgromadzenia Majstrów Tkackich w Łodzi  . Po wojnie przywrócono nazwę Rembielińskiego .

## Ważne budynki
- róg z al. Politechniki – Centrum Handlowo-Rozrywkowe Sukcesja i Pomnik Początków Miasta Łodzi
- nr 2/14 – zburzone Zakłady Przemysłu Bawełnianego nr 6 im. S. Kunickiego „Maltex” (przed wojną Manufaktura Bawełniana Gampe i Albrecht S.A.)[5]
- nr 20 – budynek przędzalni EWS Sp. Z.o.o.[5]
- nr 25 – willa miejska[6]
- nr 33 – willa miejska[6]
- nr 39 – kamienica[6]